# Barbara Niethammer
Barbara Niethammer – niemiecka matematyczka, od 2012 profesor na Uniwersytecie Fryderyka Wilhelma w Bonn. Zajmuje się równaniami różniczkowymi cząstkowymi i matematyką stosowaną.

## Życiorys
Stopień doktora uzyskała w 1996 na Uniwersytecie Fryderyka Wilhelma w Bonn, promotorem doktoratu był Hans Wilhelm Alt. W latach 1997–2003 pracowała w Niemczech (na Uniwersytecie Fryderyka Wilhelma w Bonn i Uniwersytecie Humboldtów w Berlinie), następne pięć lat spędziła na Uniwersytecie Oksfordzkim, a od 2012 jest profesorem na Uniwersytecie Fryderyka Wilhelma w Bonn. 
Swoje prace publikowała m.in. w „Journal of Statistical Physics”, „Communications in Mathematical Physics”, „Archive for Rational Mechanics and Analysis”, „Communications in Partial Differential Equations”, „Mathematische Annalen” i „Communications on Pure and Applied Mathematics". 
W 2014 roku wygłosiła wykład sekcyjny na Międzynarodowym Kongresie Matematyków w Seulu, a w 2019 była wyróżnioną prelegentką (keynote speaker) na konferencji Dynamics, Equations and Applications (DEA 2019). 
W 2011 otrzymała Whitehead Prize.